# Samuel Henzi

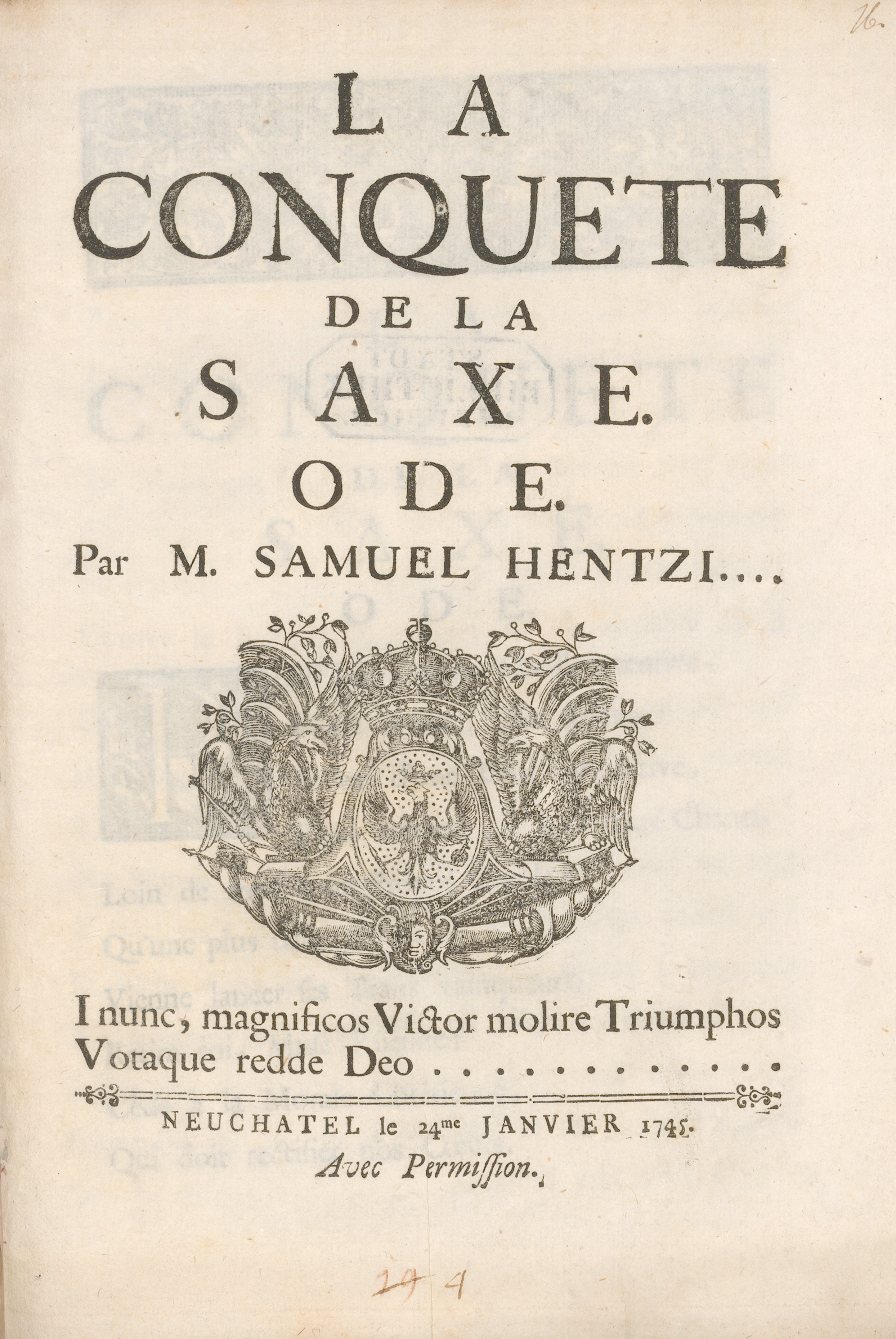
Samuel Henzi, Titelblatt LA CONQUETE DE LA SAXE (1745)

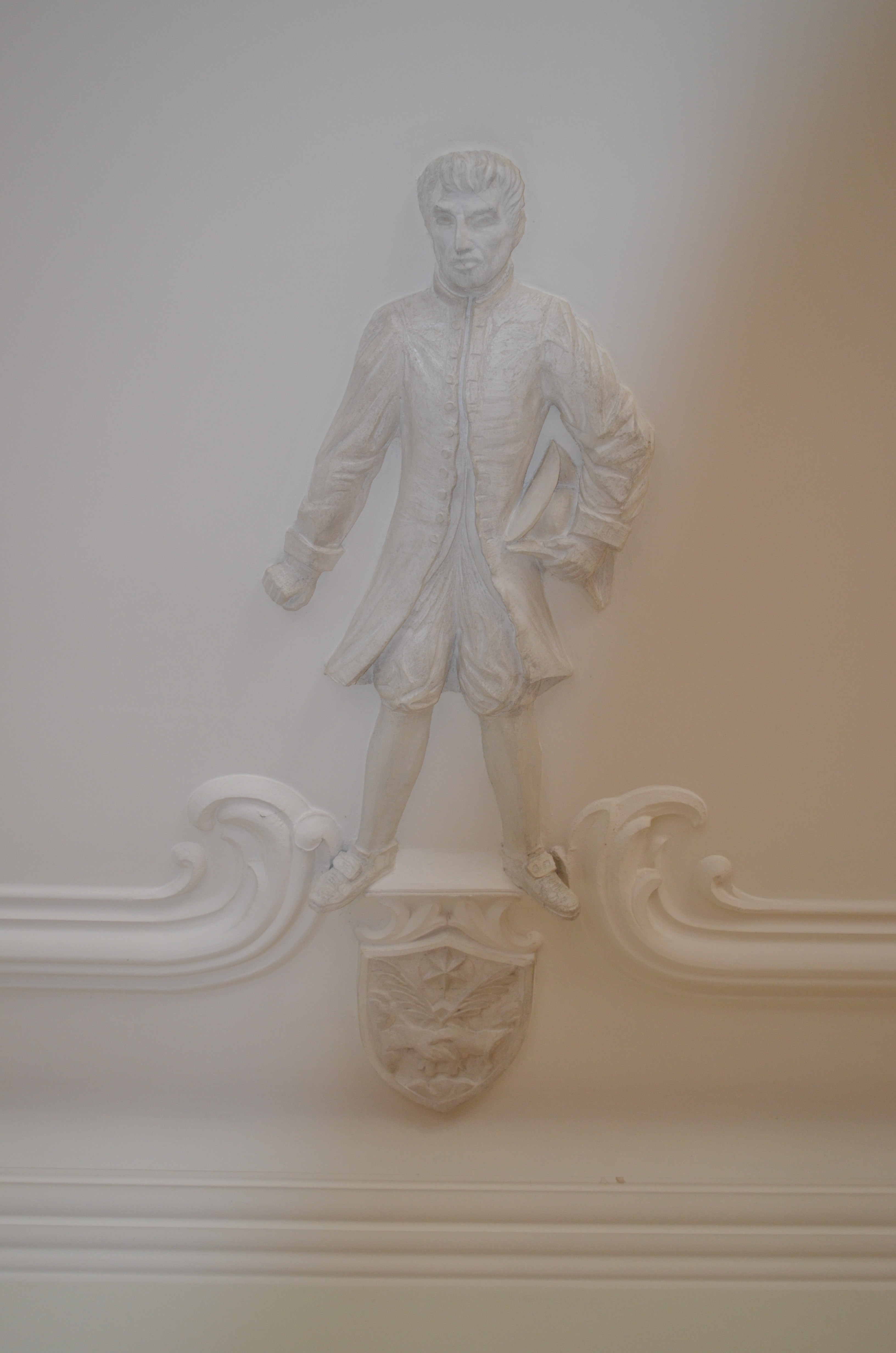
Samuel Henzi, Stuckrelief von Otto Kappeler (1884–1949) an der Decke der Wandelhalle im Berner Rathaus (1942).

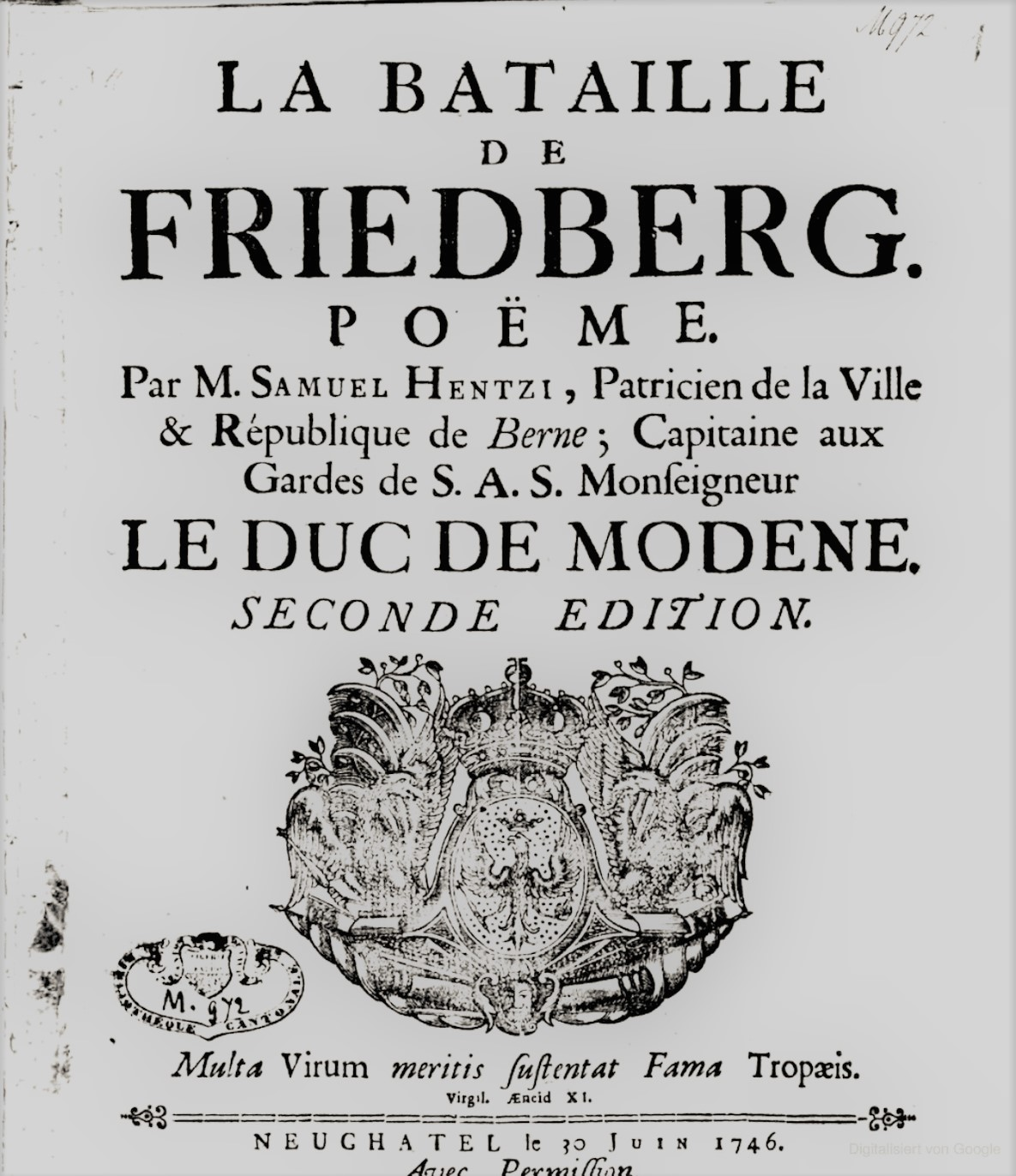
Samuel Henzi, La bataille de Friedberg […] (1746)

Samuel Henzi (getauft am 19. April 1701 in Bümpliz bei Bern; † 17. Juli 1749 in Bern) war ein Schweizer Schriftsteller, Politiker und Revolutionär.

## Leben

### Beamtenlaufbahn
Henzi absolvierte die untere Schule, 1715 wurde er an die Hohe Schule befördert (an drittletzter Stelle von 25 Kandidaten), verliess diese jedoch noch im selben Jahr. Daraufhin brachte ihn sein Vater zu der bernischen Salzkammer. Dort arbeitete er von 1715 bis 1730, anfänglich als Kopist und Secretaire später als Vize-Buchhalter (1727 von der Vennerkammer bewilligt) und im Wechselwesen. Die Salzkammer wurde bis ungefähr 1727 von Samuel Stettler, Landvogt zu Bonmont (1726), und bis 1734 von Niklaus Dachselhofer (1686–1740) geleitet. Salzbuchhalter auf der etwa 1726 neugeschaffenen Stelle war Samuel Kohler (1677–1754). Ab 1729 war Henzi für die Auswechslung und das Fortschaffen von fremden verrufenen Münzen zuständig. Vermutlich arbeitete Henzi im Namen seiner Vorgesetzten David Wyttenbach, später Herrn Kirchberger.
Er wurde Handelspartner (Associé) und Prokurist des Basler Handelshauses Zäslin und Comp. Die Familie Zäslin spielte eine wichtige Rolle im Eisen-, Getreide- und Salzhandel sowie später in der Industrie Basels (Eisen- und Kupferwerke). Die Geschäfte scheinen gut zu laufen, Henzi nennt sich "Henzi und Comp." und sucht 1730 nach seiner Entlassung von der Salzkammer. Scheint aber noch bis etwa 1732 dort weiter tätig, da erst in diesem Jahr Kilchberger als sein Nachfolger benannt ist. Noch am 13. April 1731 reiste Henzi nach Tirol, um Salz zu beschaffen. Sein Bruder Niklaus Cornelius Henzi (1710–1788) vertrat ihn solange in der bernischen Salzkammer.
Die Salzkammerverwaltung hatte Schwierigkeiten, die Buchhaltung ordentlich zu führen. Dieser Zustand war derart schlecht, dass in dem im November 1734 eingereichten Bericht geschrieben stand, die Bücher seien „in einem so defectuosen Zustand, dass ein Etat zu ziehen unmöglich sei.“ Es wurde eine Untersuchung eingeleitet und Sachverständige (Herrmann und Isot) damit betraut die Buchhaltung zu „redressieren“. Als Ergebnis der Untersuchung stellte der Grosse Rat am 5. April 1737 fest, „dass der Alt Salzcassaverwalter Dachselhofer nicht die gehörige Aufsicht auf die Verwaltung gehabt, selbst sein Cassabuch nicht in erforderlicher Ordnung gehalten, auch mit der Correspondenz sich relachirt, seine Functionen Andern überlassen, sonderlich gegen Henzi und Comp. eine allzu grosse Connivenz gezeigt“. Dachselhofer wurde als Verwalter (1730-1734) zur Verantwortung gezogen. Dachselhofer und Henzi wurden die Kosten der Wiederherstellung der Buchhaltung auferlegt und sie wurden zu Entschädigungszahlungen von 2000 Pfund verurteilt – Dachselhofer wegen Verletzung von Aufsichtspflichten gegenüber Henzi und Henzi selbst wegen irregulär geführter Buchhaltung. Dabei war die Buchhaltung bereits seit Stettler unzureichend. Für das Jahr 1724/25 versuchte Stettler die Eingabe zu verzögern, um Nachlässigkeiten und Untreue zu verschleiern, was zu seiner Entlassung führte. Erst etwa im März 1727 überprüfte Henzi die Buchhaltung und stellte sie „klar und heiter“, so dass dieser Vorgang 1730 berichtigt war. Der Salzbuchhalter Kohler war unqualifiziert. Bereits 1726 wurde ihm angeraten, sich eine andere Arbeitsstelle zu suchen, blieb jedoch. Im Ergebnis wurde Henzi als Vize-Buchhalter für die schlechte Verwaltung in den Jahren 1730 bis 1734 bestraft, obwohl er ab ungefähr 1730 mit anderen Aufgaben betraut war.
Neben seiner Arbeit bildete sich Henzi autodidaktisch und unterrichtete möglicherweise als Hauslehrer die Patriziertochter Julie Bondeli.
1740 trat er als Bürge für einen Kredit von 5000 Pfund beim Büchsen-Almosen zugunsten seiner Brüder ein.

### Militär
In der Hoffnung auf Karriere und Vermögen kaufte er sich 1740/41 eine Hauptmannsstelle für 4000 Taler (16.000 Pfund) in den Diensten des Herzogs von Modena Francesco III. d’Este, welcher in den spanisch-österreichischen Erbfolge Krieg verwickelt war. Seinem jüngeren Bruder Friedrich Emanuel Henzi (1711–1789) verschaffte er eine Lieutenantstelle im selben Regiment. Das Regiment kam nicht zum Einsatz und löste sich bald wieder auf. Grund war wohl die Vertreibung des Herzog aus seinen Herzogtümern am 6. Juni 1742 von Österreichern und den Savoyern. 1743 verkaufte Henzi sein Gut mit ungefähr 3,6 Hektaren Land in der Oberen Budlei in Vinelz.

### Schriftsteller und Verfasser eines Memorials
Samuel Henzi wurde am 24. April 1744 als Unterzeichner eines Memorials um Wiederherstellung der alten Verfassung Berns durch Beschluss des Grossen Rats für fünf Jahre des Landes verwiesen. 1746 wird sein steinernes Haus an der Kesslergasse (heutige Münstergasse Nr. 34–78 und 31–63) zwangsversteigert. Die Gebäude auf seinem Gut in Drakau im Bremgartenwald gegen die Neubrücke hin wurden demoliert. Auch dieses Gut verkaufte er zu einem günstigen Preis.
In Neuchâtel (damals zu Preussen gehörig) war er Redakteur des Mercure Suisse, und Mitarbeiter des Journal hélvetique. Henzi verfasste mehrere französische Gedichte, teilweise unter dem Pseudonym M.O.L.E.E.B.H. Er gab ab 1747 die dreibändige La messagerie de Pinde heraus, die eine Ode und ein Sonett zur Wahl des Berner Schultheissen Christoph Steiger enthält. Er verfasste eine Ode auf den König in Preussen Friedrich II od. Friedrich den Grossen und unterstützte im Zürcher Literaturstreit Johann Jakob Bodmer in dessen Polemik gegen Johann Christoph Gottsched.
Im Mai 1748 wurde er vom Grossen Rat vorzeitig begnadigt und wirkte in Bern als Unterbibliothekar. Die Leitung der Berner Bibliothek hatte 1735 bis 1736 Albrecht von Haller und 1736 bis 1748 Samuel Engel inne. Die Stelle wurde 1748 frei, weil Engel Landvogt in Aarberg wurde. Henzi hoffte auf diese Stelle. Auf Empfehlung Hallers wurde jedoch der 18 Jahre alte Johann Rudolf Sinner (von Ballaigues) vorgezogen und auf diese Stelle berufen. Henzi bewarb sich bei der französischen Gesandtschaft in Solothurn als interprete oder sous-interprete sowie plante er eine Reise nach Paris und überlegte dort als Übersetzer zu arbeiten. Am 22. Januar 1749 besorgt sich Henzi einen französischen Pass.

### Verschwörung und Hinrichtung
1749 liess er sich gemeinsam mit seinem Schwager, dem Kaufmann Samuel Niklaus Wernier, in eine Verschwörung ein, welche den Sturz der bernischen Regierung bezweckte und die als Burgerlärm bekannt, später von ausländischen Zeitungen als Henzi-Verschwörung bezeichnet wurde. Der Kreis der Unzufriedenen blieb verhältnismässig klein und uneinig. Henzi selber bezeichnete sich auf einem seiner Titelblätter als Patricien de la Ville et République de Berne. Am 25. Juli 1749 fand ein erstes Treffen beim Kattunfabrikanten Johann Friedrich Küpfer in Sulgenbach statt, ein zweites am 29. Juni 1749, tagsüber bei Wernier im Haus des Stadtschreibers. Das Unternehmen wurde durch den Theologiestudenten Friedrich Ulrich (1720–1781) in der Nacht vom 2. auf den 3. Juli 1749 verraten. Am 17. Juli 1749 gegen 11 Uhr wurden Samuel Henzi, Samuel Niklaus Wernier und Emanuel Fueter, Leutnant der Stadtwache, vom Scharfrichter Joseph Hotz (1691–1762) mit dem Schwert enthauptet.
Der über seine Hinterlassenschaften erstellte Geltstagsrodel enthält an Büchern 52 Titel in Deutsch, Französisch, Italienisch und Latein. 1762 erschien postum und anonym sein Drama Grisler ou l'ambition punie über Hermann Gessler (= Grisler) und Wilhelm Tell.

## Familie
Die Familie Henzi stammt aus der Region Orpund, Safnern (Pfarrei Gottstatt). Seit Mitte des 16. Jahrhunderts ist die Familie in Bern ansässig und brachte zahlreiche Theologen hervor. Die Linie Samuel Henzis gehörte der Gesellschaft zu Ober-Gerwern an.
Samuel Henzis Vater ist Johannes Henzi (1667–1740), der 1696 Deutscher Pfarrer in Lausanne, 1698 Pfarrer in Bümpliz war und 1708 nach Aarberg befördert wurde. Seine Mutter ist Maria Katharina Herzog (1671-1747). Sein Grossvater war der Rotgerber Johannes Henzi (1626–1706), der 1673 Mitglied im Grossen Rat, 1677 Deutschweinschenk war und ab 1683 Kastlan zu Zweisimmen wurde. Er hatte eine Sechzehner-Stelle inne (Vorschlagsrecht für neue Ratsmitglieder), von der er 1693 ausgeschlossen wurde.
In erster Ehe war Samuel Henzi mit Rosina Wernier (1709–1738) verheiratet (30.000 Pfund Mitgift), in zweiter Ehe mit Esther Fischer (1719–1738) und in dritter Ehe mit Katharina Malacrida (1707–1751) (verw. Wyttenbach), Tochter des Uhrmachers und Bankiers Niklaus Malacrida (1658–1742). Katharina Malacrida war die Cousine der Maria Magdalena Malacrida, verheiratet mit Samuel Güldin (1664–1745), Pfarrer in Stettlen und Bern. Güldin wurde 1699 als Mitbegründer der innerkirchlichen pietistischen Reformbewegung des Amtes enthoben und 1702 des Landes verwiesen.
Samuel Henzis Taufpaten waren:
- Samuel Herzog (1673–1743), Onkel und Stadtarzt.
- Christoph Steiger (I.) (ehemals Landvogt von Lenzburg), war 1718 Schultheiss. Steiger stand auch bei Samuel Güldins drittem Kind zu Pate.[25]
- Maria Magdalena Zeerleder.[26][Anm 2] Zeerleder war in erster Ehe mit dem pietistischen Pfarrvikar Johannes Müller (1668–1705) verheiratet, in zweiter Ehe mit Daniel Knopf (1666–1738), Agent der Bank Malacrida. Wie die Malacrida gehörte auch Daniel Knopf zu den pietistischen Kreisen.[27]

Henzi hatte zwei Söhne aus erster Ehe mit Rosina Wernier:
- Carolus Henzi (1735–1751/52).
- Rudolf Samuel Henzi (1731–1803), Hofmeister der Pagen des Prinzstatthalters Wilhelm von Oranien in Den Haag (vermutlich auf Vermittlung dessen Bibliothekars Johann Samuel König – ein Freund Samuel Henzis, der ebenso 1744 aus Bern verbannt wurde. König unterstützte die Witwe Malacrida und die Kinder, welche nach der Hinrichtung nach Den Haag gingen). Rudolf wurde später Verleger und Schriftsteller. Er schrieb: "Promenade pittoresque dans l'Evêché de Bâle, aux bords de la Birse, de la Sorne et de la Suze" sowie gab Landschaftsbilder der Schweiz als Kupferstiche heraus.[28][29]

Aus dritter Ehe mit Maria Magdalena Malacrida:
- Alex Samuel Henzi (1742–1744/45).
- Viktor Emanuel Henzi (1744–1744).
- Ludwig Niklaus Henzi (1748–nach 1804), diente im Königlich Ungarischen k.u.k Dragonerregiment Nr. 26 unter Erzherzog Johann von Österreich, wo er Rittmeister und später Oberstlieutenant wurde.[30] Kämpfte und überlebte 1800 in der Schlacht bei Marengo im zweiten Koalitionskrieg.[31] Ludwigs Sohn Heinrich Henzi, ab 1844 Heinrich Hentzi Edler von Arthurm (1785–1849) machte ebenfalls eine militärische Karriere.

## Rezeption
Die Verschwörung fand in der ausländischen Presse grosse Beachtung und wurde dort teilweise verklärt dargestellt. Gotthold Ephraim Lessing hat Samuel Henzi zum Gegenstand eines von ihm auf 1749 datierten, 1753 erstmals erschienenen unvollendet gebliebenen Dramas mit dem Titel Samuel Henzi gemacht. Lessing hat sein Konzept folgendermassen erläutert: Ich will Ihnen sagen, was meine Absicht damit war: Sie war diese: den Aufrührer im Gegensatze mit dem Patrioten, und den Unterdrücker im Gegensatze mit dem wahren Oberhaupte zu schildern. Henzi ist der Patriot, Dücret der Aufrührer, Steiger das wahre Oberhaupt, und dieser oder jener Ratsherr der Unterdrücker. Henzi, als ein Mann, bei dem das Herz eben so vortrefflich als der Geist war, wird von nichts, als dem Wohle des Staats getrieben; kein Eigennutz, keine Lust zu Veränderungen, keine Rache beseelt ihn; er sucht nichts als die Freiheit bis zu ihren alten Grenzen wieder zu erweitern, und sucht es durch die allergelindesten Mittel, und wann diese nicht anschlagen sollten, durch die allervorsichtigste Gewalt. Dücret ist das vollkommenste Gegenteil. Haß und Blutdurst sind seine Tugenden, und Tollkühnheit sein ganzes Verdienst.
Johann Caspar Lavater verglich Samuel Henzi 1766 in seinem Periodikum Der Erinnerer mit Sokrates, indem er festhielt, Henzi fand das Feyerkleid der bey seiner Hinrichtung gegenwärtigen Obrigkeitlichen Person so comisch, dass er darüber lachen musste. Aufgrund erfolgter Kritik nahm Lavater kurz nach der Veröffentlichung die Aussage wieder zurück mit dem Hinweis, es handele sich lediglich um eine nicht bestätigte Anekdote.

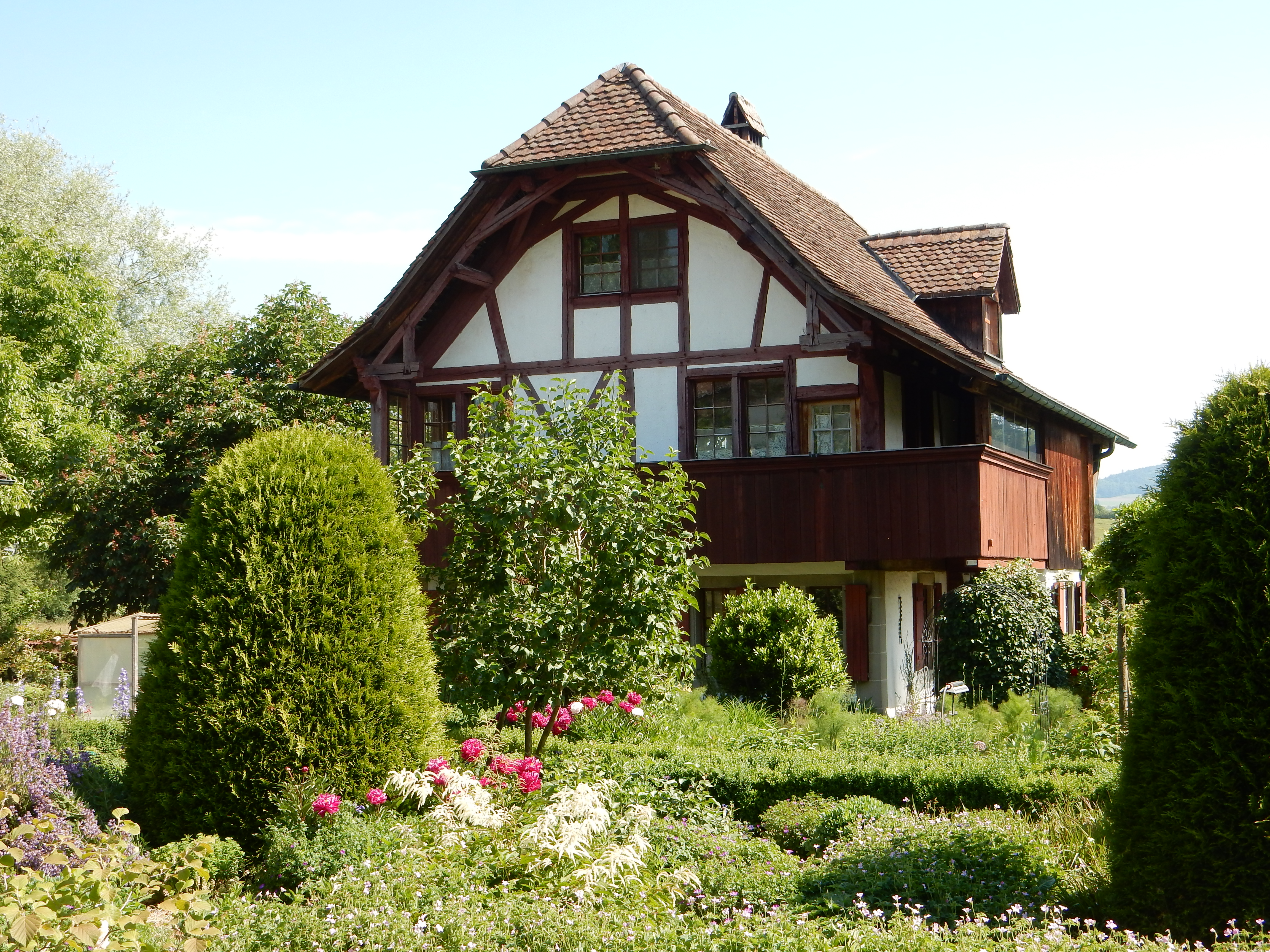
In diesem, Henzistock genannten Haus, traf sich die Gruppe um Henzi. Das Haus wurde 1977 abgebrochen und 1981 beim Schloss Wittigkofen wieder aufgebaut (Foto 2020).

Von Henzi existiert kein bekanntes zeitgenössisches Bildnis. Das häufig im Zusammenhang mit Samuel Henzi gezeigte Porträt Samuel Henzi von Sigmund Barth ist eine Darstellung des Berner Drechslers Samuel Cornelius Henzi (1718–1777). 1942 erhielt Samuel Henzi als Stuckrelief an der Decke der Wandelhalle des Berner Rathauses ein Denkmal, eingereiht in eine Galerie von historischen Persönlichkeiten der bernischen Geschichte.
Samuel Henzi inspirierte den Berner Autor Martin Bieri zu seinem 2020 veröffentlichten literarischen Werk Henzi Sulgenbach. Ein Lessing-Implantat. Der Sulgenbach wird im Titel erwähnt, weil sich die Verschwörer 1749 beim Sulgenbach am Giessereiweg 22 trafen.

## Schriften
- Epitre à son Altesse Royale Madame la Duchesse de Modéne, 1745.
- La conquête de la Saxe. Ode, 1745. doi:10.3931/e-rara-29505
- La bataille de Sorr en Bohème. Ode, Neuchâtel 1745.
- La bataille de Friedberg. Poëme par M. Samuel Hentzi, patricien de la Ville & République de Berne, capitaine aux gardes de S.A.S. Monseigneur le duc de Modène, 1746. eingeschränkte Vorschau in der Google-Buchsuche
- Amusement de Misodeme ou pieces fugitives En Prose et en Vers, 1745.
- La messagerie de Pinde, 1747. doi:10.3931/e-rara-27729
- Ode a son Excellence Monseigneur Christofle Steiguer, sur son avenement au Consulat de la République de Berne, 1747. e-rara.ch
- Homere travesti, 1747. eingeschränkte Vorschau in der Google-Buchsuche
- Fablen von Samuel Hentzi, so Anno 1749 sich in damahliger Conspiration impliciert, und dessentwegen enthauptet worden, componiert und hinder ihme neben anderen under seinen Schriften gefunden worden, Mss.Mül.180 (19b) im Katalog der Burgerbibliothek Bern
- Grisler, ou, L'ambition punie. Tragédie en cinq actes, 1762.